# Eurydice convexa
Eurydice convexa is een pissebed uit de familie Cirolanidae. De wetenschappelijke naam van de soort is voor het eerst geldig gepubliceerd in 1900 door Harriet Richardson.